# جيان دوس سانتوس مارتينز
جيان دوس سانتوس مارتينز هو لاعب كرة قدم برازيلي، ولد في 2 أبريل 1993 في بورتو أليغري في البرازيل. لعب مع نادي أونياو دا ماديرا.

## وصلات خارجية
- جيان دوس سانتوس مارتينز على موقع قاعدة بيانات كرة القدم.إي يو (الإنجليزية)
- جيان دوس سانتوس مارتينز على موقع Soccerbase.com (لاعب) (الإنجليزية)
- جيان دوس سانتوس مارتينز على موقع Soccerway.com (الإنجليزية)
- جيان دوس سانتوس مارتينز على موقع AS.com (الإسبانية)